# Zirenkel
Le zirenkel est une langue afro-asiatique parlée au Tchad. Elle fait partie du sous-groupe des langues tchadiques orientales.